# Ngô Hoàng Ngân
Ngô Hoàng Ngân (sinh ngày 25 tháng 5 năm 1966) là doanh nhân, chính trị gia nước Cộng hòa xã hội chủ nghĩa Việt Nam. Ông hiện là Chủ tịch Hội đồng thành viên Tập đoàn Công nghiệp Than – Khoáng sản Việt Nam, Ủy viên Ủy ban Đối ngoại của Quốc hội, Đại biểu Quốc hội khóa XV từ Quảng Ninh. Ông từng là Phó Bí thư thường trực Tỉnh ủy Quảng Ninh, Trưởng Đoàn Đại biểu Quốc hội tỉnh Quảng Ninh, Bí thư Thành ủy Móng Cái, Quảng Ninh; Bí thư Đảng ủy Than Quảng Ninh, Phó Tổng Giám đốc Tập đoàn Công nghiệp Than – Khoáng sản Việt Nam.
Ngô Hoàng Ngân là đảng viên Đảng Cộng sản Việt Nam, học vị Cử nhân Khai thác hầm lò, Thác sĩ Kỹ thuật mỏ, Cao cấp lý luận chính trị. Ông có sự nghiệp 25 năm công tác khai thác than, khoáng sản rồi chuyển sang tổ chức Đảng, chính quyền địa phương và tham gia hoạt động Quốc hội.

## Xuất thân và giáo dục
Ngô Hoàng Ngân sinh ngày 25 tháng 5 năm 1966 tại xã Hoàng Quế, huyện Đông Triều, nay là phường của thành phố Đông Triều, tỉnh Quảng Ninh. Ông lớn lên và tốt nghiệp phổ thông ở Đông Triều, học đại học và tốt nghiệp Cử nhân Khai thác hầm lò, sau đó tiếp tục học cao học và nhận bằng Thạc sĩ Kỹ thuật mỏ. Ông từng được Tập đoàn Công nghiệp Than – Khoáng sản Việt Nam cử đi học tiếng Anh tại Đại học Queensland, Úc giai đoạn tháng 3–12 năm 2008. Ông được kết nạp Đảng Cộng sản Việt Nam vào ngày 6 tháng 1 năm 1997, trở thành đảng viên chính thức sau đó 1 năm, từng theo học các khóa chính trị ở Học viện Chính trị Quốc gia Hồ Chí Minh và tốt nghiệp Cao cấp lý luận chính trị. Nay ông thường trú ở phường Trung Hòa, quận Cầu Giấy, thành phố Hà Nội.

## Sự nghiệp
Tháng 8 năm 1989, Ngô Hoàng Ngân được tuyển dụng vào Công ty Than Uông Bí – doanh nghiệp nhà nước ở Uông Bí, tỉnh Quảng Ninh làm nhân viên Xí nghiệp Vật tư. Sau đó 4 năm, vào tháng 10 năm 1993, ông chuyển sang làm công nhân kỹ thuật Mỏ than Vàng Danh của Công ty Than Uông Bí, rồi là Phó Quản đốc Công trường K7, Mỏ than Vàng Danh từ tháng 3 năm 1994, chuyển sang làm nhân viên Phòng Kỹ thuật từ tháng 9 cùng năm. Tháng 10 năm 1997, ông là Phó Trưởng Phòng Kỹ thuật của Mỏ than Vàng Danh, rồi là Trưởng phòng từ tháng 6 năm 2002. Tháng 11 năm 2003, ông được bổ nhiệm làm Trợ lý Giám đốc Công ty Than Vàng Danh, rồi là Phó Giám đốc sau đó 1 tháng. Đến tháng 5 năm 2007, ông được điều tới Tập đoàn Công nghiệp Than – Khoáng sản Việt Nam (Vinacomin) làm Giám đốc Công ty Xây dựng mỏ, một công ty con của tập đoàn, rôi chuyển sang làm Giám đốc Công ty Xây dựng Môi trường mỏ từ tháng 12 cùng năm. Tháng 1 năm 2009, ông được điều chuyển làm Giám đốc Công ty Than Khe Chàm của tập đoàn, đến tháng 11 năm 2013 thì được bầu làm Bí thư Đảng ủy Than Quảng Ninh, bổ nhiệm làm Phó Tổng Giám đốc Vinacomin.
Tháng 4 năm năm 2014, Ngô Hoàng Ngân được bầu bổ sung làm Ủy viên Ban Chấp hành Đảng bộ tỉnh Quảng Ninh, được bầu vào Ban Thường vụ Tỉnh ủy từ tháng 7 cùng năm, và tái đắc cử Thường vụ Tỉnh ủy tại Đại hội Đảng bộ tỉnh Quảng Ninh lần thứ XIV, nhiệm kỳ 2015–2020. Tháng 6 năm 2016, ông được điều về thành phố Móng Cái, nhậm chức Bí thư Thành ủy Móng Cái, đến tháng 12 năm 2018 thì được điều trở lại Tỉnh ủy làm Phó Bí thư Tỉnh ủy Quảng Ninh, và là Phó Bí thư thường trực Tỉnh ủy từ tháng 12 năm 2019, tiếp tục là Thường vụ Tỉnh ủy từ Đại hội Đảng bộ tỉnh lần thứ XV, nhiệm kỳ 2020–2025. Năm 2021, ông được Ủy ban Mặt trận Tổ quốc Việt Nam tỉnh giới thiệu tham gia ứng cử đại biểu Quốc hội từ Quảng Ninh, thuộc đơn vị bầu cử số 2 gồm thành phố Uông Bí, thị xã Đông Triều, Quảng Yên, rồi trúng cử Đại biểu Quốc hội khóa XV với tỷ lệ 93,50%. Ngày 21 tháng 7 năm 2021, ông được phê chuẩn làm Ủy viên Ủy ban Đối ngoại của Quốc hội và Trưởng Đoàn Đại biểu Quốc hội tỉnh Quảng Ninh.
Ngày 28 tháng 4 năm 2023, Ngô Hoàng Ngân được Thủ tướng Phạm Minh Chính điều động, bổ nhiệm giữ chức Chủ tịch Hội đồng thành viên Tập đoàn Công nghiệp Than – Khoáng sản Việt Nam.

## Khiển trách
Năm 2021, Ngô Hoàng Ngân bị Ủy ban Kiểm tra Trung ương ra quyết định kỷ luật khiển trách giai đoạn 2013–16, khi ông là Bí thư Đảng ủy Than Quảng Ninh, Phó Tổng Giám đốc Vinacomin. Ủy ban Kiểm tra Trung ương điều tra và kết luận rằng Ban Thường vụ Đảng ủy Than Quảng Ninh và Ban Thường vụ Đảng ủy Vinacomin do ông tham gia lãnh đạo giai đoạn này đã vi phạm nguyên tắc, quy chế làm việc, cụ thể là thiếu trách nhiệm, buông lỏng lãnh đạo, chỉ đạo, thiếu kiểm tra, giám sát để nhiều tổ chức đảng, lãnh đạo và cán bộ các đơn vị cấp dưới vi phạm quy định của Đảng, pháp luật của Nhà nước về quản lý, khai thác than tại tỉnh Quảng Ninh trong thời gian dài. Những vi phạm này được kết luận đã "gây hậu quả nghiêm trọng, để tình trạng khai thác than trái phép diễn ra phức tạp, kéo dài, thất thoát tài nguyên khoáng sản, gây khó khăn cho hoạt động quản lý, khai thác tài nguyên, ảnh hưởng xấu đến uy tín của tổ chức Đảng, gây bức xúc trong xã hội".

## Khen thưởng
- Huân chương Lao động hạng Ba, 2018;